# قلعة الخريبة
قلعة الخريبة كانت معقلًا نزاريًا إسماعيليًا، وتقع قرب الخريبة في جبال الساحل السوري.

## تاريخ
استولى النزاريون على القلعة التي احتلها الصليبيون عام 1136. في ربيع 1137، تمكن ابن صلاح، والي حماة، من السيطرة على القلعة لفترة وجيزة، قبل أن يستعيدها النزاريون.